# Epipsilia lucida
Epipsilia lucida là một loài bướm đêm trong họ Noctuidae.